# Ctenophthalmus jeanneli
Ctenophthalmus jeanneli är en loppart som beskrevs av Jordan 1929. Ctenophthalmus jeanneli ingår i släktet Ctenophthalmus och familjen mullvadsloppor. Inga underarter finns listade i Catalogue of Life.